# Bivoj
Bivoj je český legendární hrdina, jenž měl podle pověsti chytit na Kavčí hoře (dříve Kančí hora) divokého kance za uši, dát si ho na záda a odnést na Vyšehrad. Za tento čin měl získat ruku Kazi, dcery mytického knížete Kroka a starší sestry budoucí kněžny Libuše. Jejich prvorozený syn Rodislav měl na paměť tohoto činu přijmout do erbu kančí hlavu.
V Čechách byla poprvé pověst o takto uloveném kanci (resp. svini) zapsána v Dalimilově kronice, zde však nebyl hlavním hrdinou Bivoj, nýbrž Jetřich z Buzic († 1110), který měl tímto činem získat kančí hlavu do erbu slavného rodu Buziců.
První, kdo v této souvislosti zmiňuje jméno Bivoj, je Václav Hájek z Libočan. Ve své Kronice české posunul tuto pověst do legendárního období vlády kněžny Libuše.
Po Bivojovi je pojmenována planetka (5797) Bivoj.

## Galerie

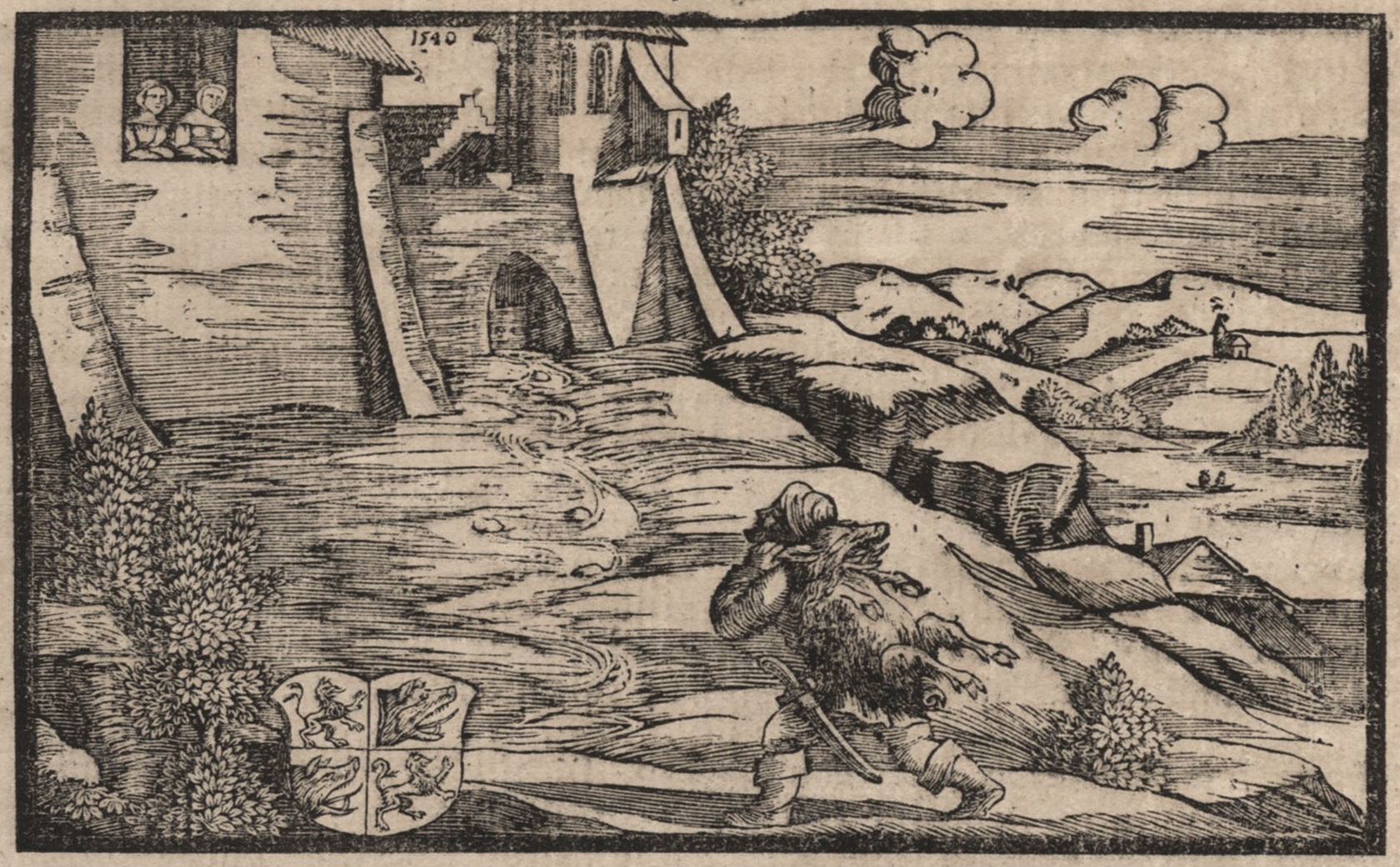
Vyobrazení Bivoje z vydání Hájkovy kroniky z roku 1819 (rytina dle prvního vydání z roku 1541).
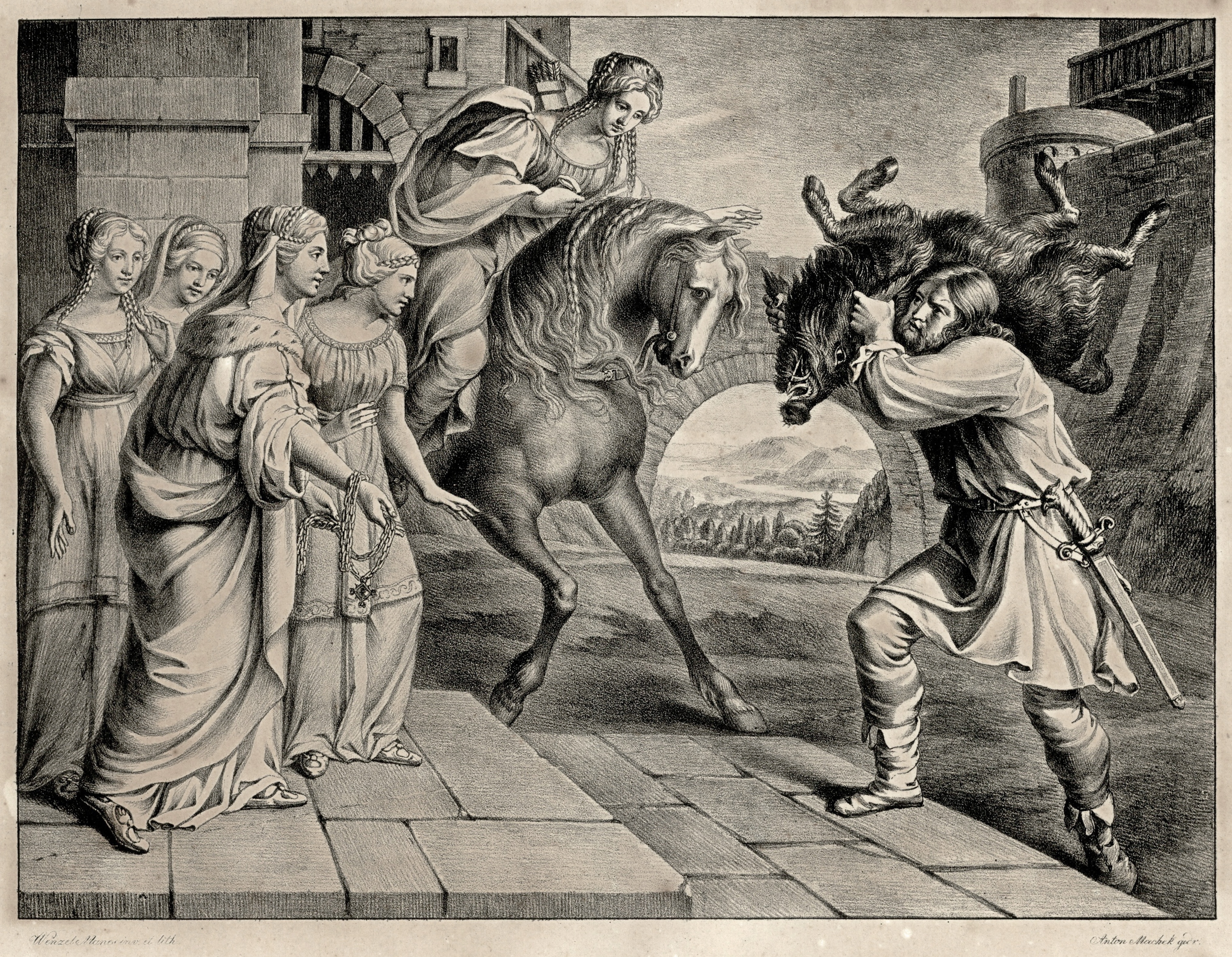
Bivoj s kancem na litografii od Antonína Machka, okolo roku 1820.